# Cisówek (województwo warmińsko-mazurskie)
Cisówek – wieś w Polsce położona w województwie warmińsko-mazurskim, w powiecie gołdapskim, w gminie Dubeninki.

## Historia
Miejscowość notowana jest w historycznych dokumentach. Po raz pierwszy w 1605 jako Cisówko, a także Cisówek (1827), Cisówek (1880). Nazwa pochodzi od przymiotnika cisowy z sufiksem -ko.
Miejscowość jako wieś w powiecie suwalskim, gmina Czostków parafia Filipów wzmiankuje XIX wieczny Słownik geograficzny Królestwa Polskiego. W 1827 znajdowało się w niej 11 domów, w których mieszkało 95 mieszkańców.
W okresie międzywojennym Cisówek należał do Polski i znajdował się bezpośrednio za granicą z Rzeszą Niemiecką. Obok Rakówka, jest zatem jedyną miejscowością w zachodniej części współczesnego województwa warmińsko-mazurskiego, która nie należał przed wojną do Niemiec.
W latach 1975–1998 miejscowość administracyjnie należała do województwa suwalskiego. Liczba ludności 40 (2019).
We wsi głaz narzutowy zwany "Granicznym" o obwodzie 11,4 m.
Wieś leży na Suwalszczyźnie. 
Zobacz też: Cisówek, Cisowo